# Герб на Иракски Кюрдистан
Гербът на Иракски Кюрдистан представлява орел, който държи слънцето на крилете си. Около слънцето са изобразени трите цвята – червен, жълт и зелен, които представляват на националното знаме на кюрдите.